# Parc Kitanomaru
 (avril 2018).
Si vous disposez d'ouvrages ou d'articles de référence ou si vous connaissez des sites web de qualité traitant du thème abordé ici, merci de compléter l'article en donnant les références utiles à sa vérifiabilité et en les liant à la section « Notes et références ».
Le parc de Kitanomaru (北の丸公園, Kitanomaru kōen) est un parc municipal qui jouxte le palais impérial de Tokyo, situé dans l'arrondissement de Chiyoda, au Japon. Il désigne également la partie de l'arrondissement où se trouve le parc.

## Parc Kitanomaru

### Détails
Comme son nom l'indique, le parc Kitanomaru se situe là où se trouvait Kitanomaru au château d'Edo et est aujourd'hui l'un des parcs municipaux administrés par le ministère de l'Environnement. Le parc possède de nombreuses installations culturelles et a hérité de nombreuses reliques structurelles datant de l'ancien château d'Edo (Tayasumon, Kiyomizumon sont tous deux des lieux désignés comme biens culturels importants). Il constitue un espace vert en plein centre de Tokyo où se dressent des immeubles de bureaux. À l'instar des jardins impériaux ou du parc de Hibiya, il constitue un véritable oasis de verdure dans la ville. Une route passant par le parc, l'entrée en voiture y est permise et un parking payant est également disponible. On peut régulièrement y apercevoir des promeneurs, des personnes souhaitant respirer le grand air et des joggeurs.
Dans les petits interstices des murs de pierre du fossé côté ouest du parc Kitanomaru se trouve de la « mousse brillante » (schistostega). Elle est reconnue comme monument naturel national. On considère qu'elle était déjà présente dans la roche apportée de tout le pays pour les murs de pierres à l'occasion de la construction du château d'Edo. Étant donné qu'il s'agit à l'origine d'une mousse trouvable uniquement dans les grottes en altitude, il est extrêmement rare de pouvoir en observer au sein de la capitale.

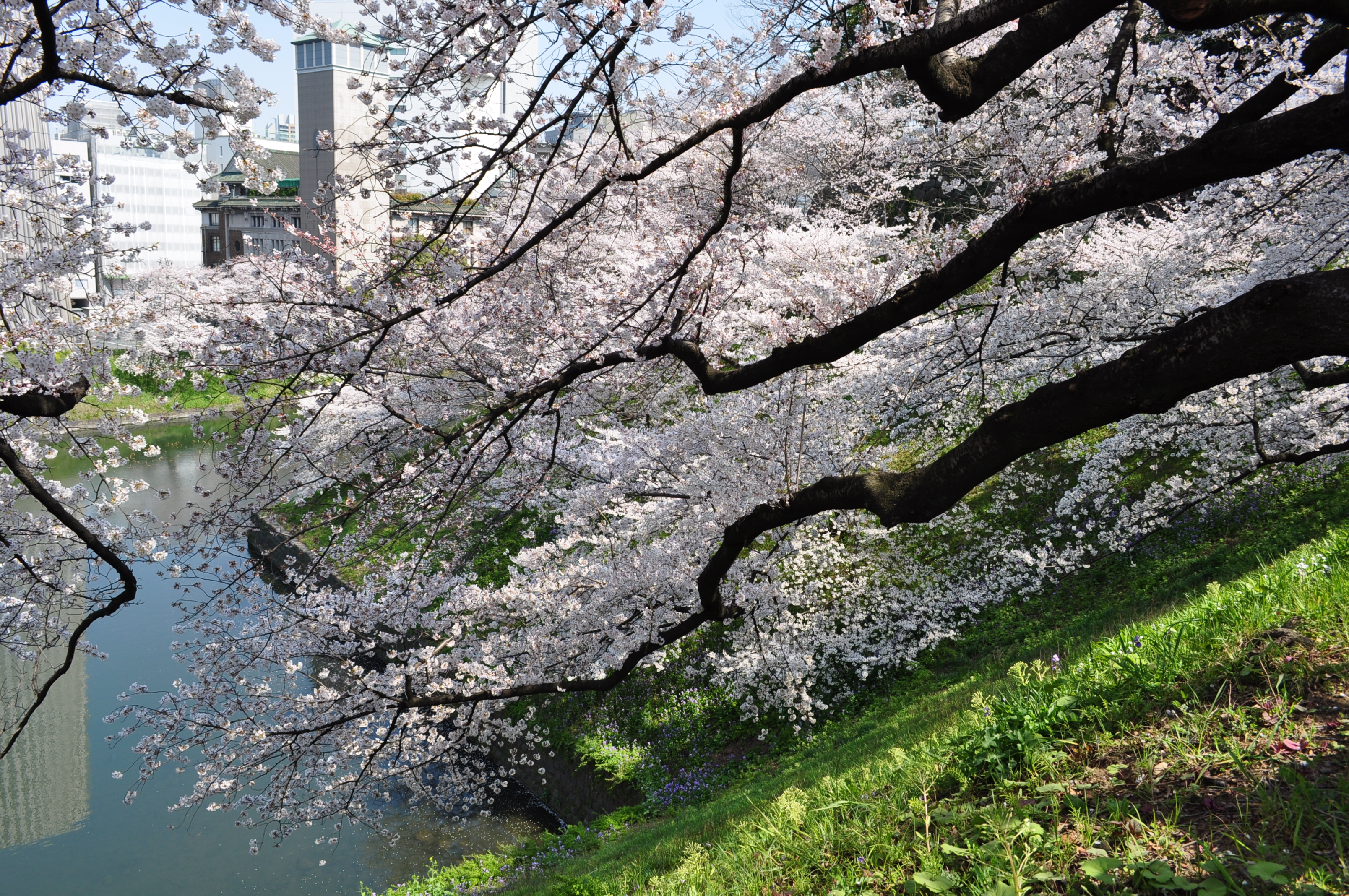
Cerisiers à Tayasumon (avril 2012).
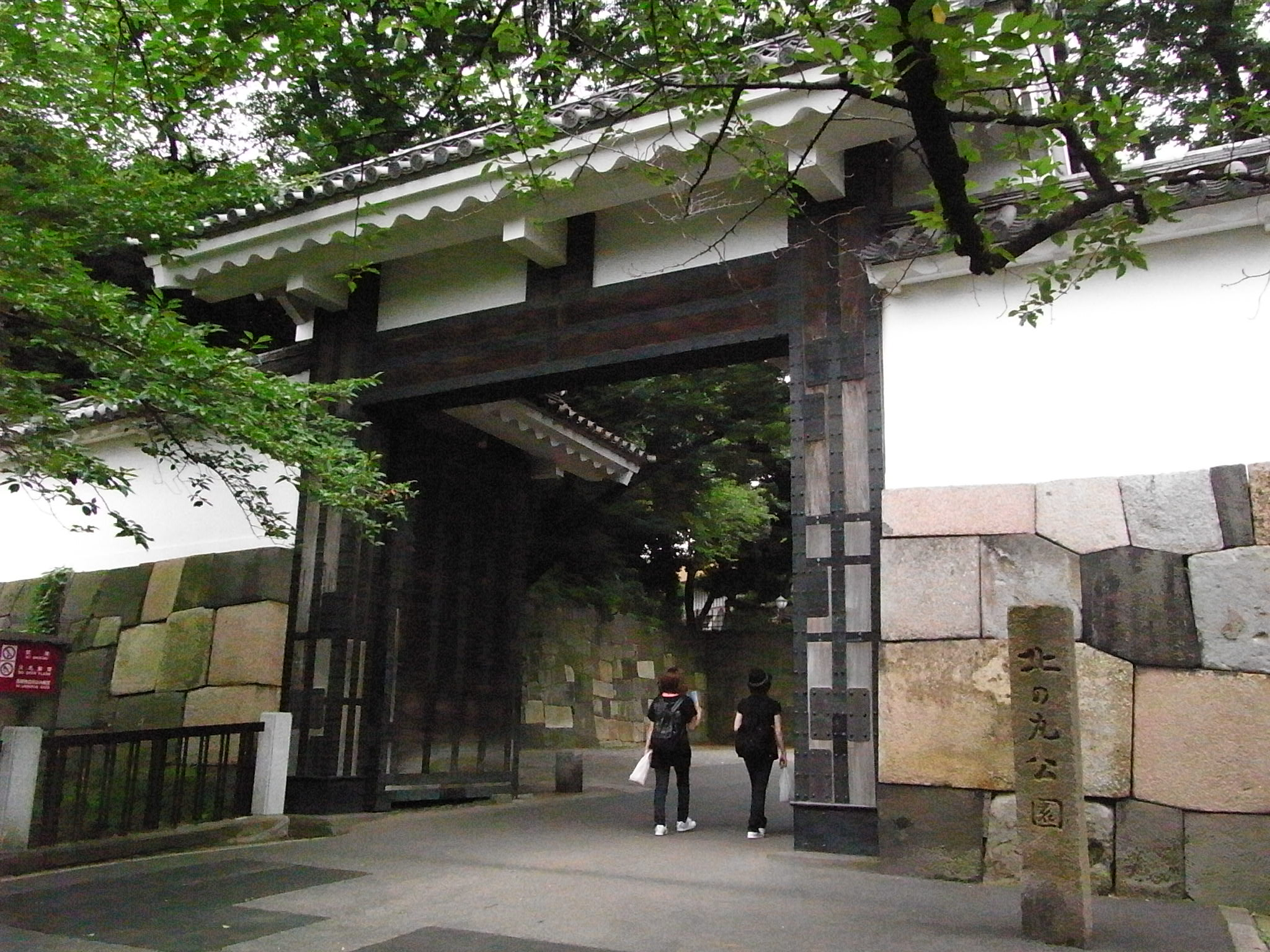
Tayasumon (2009).
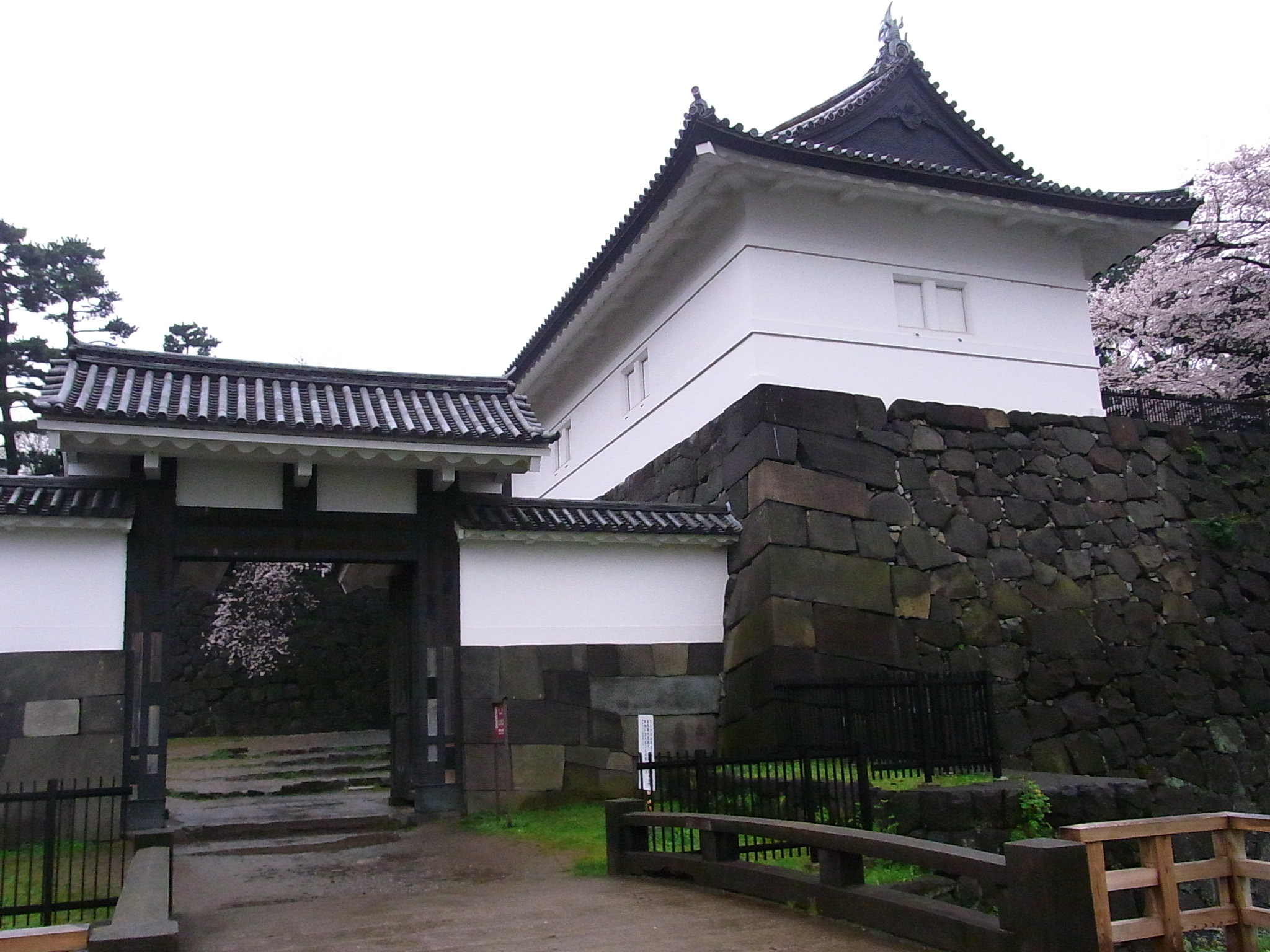
Kiyomizumon (2010).
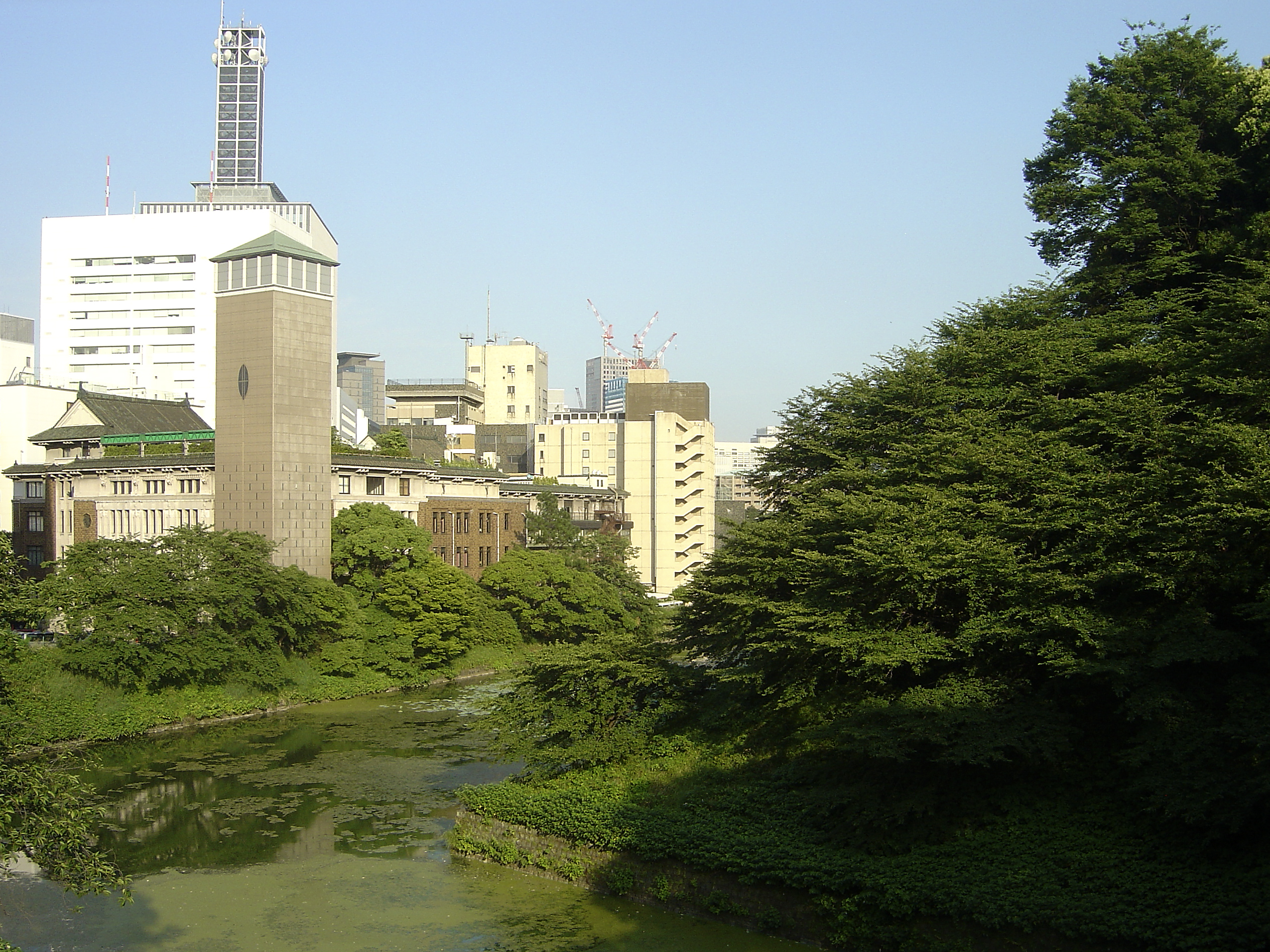
Vue sur le Kudan-kaikan près de Tayasumon.
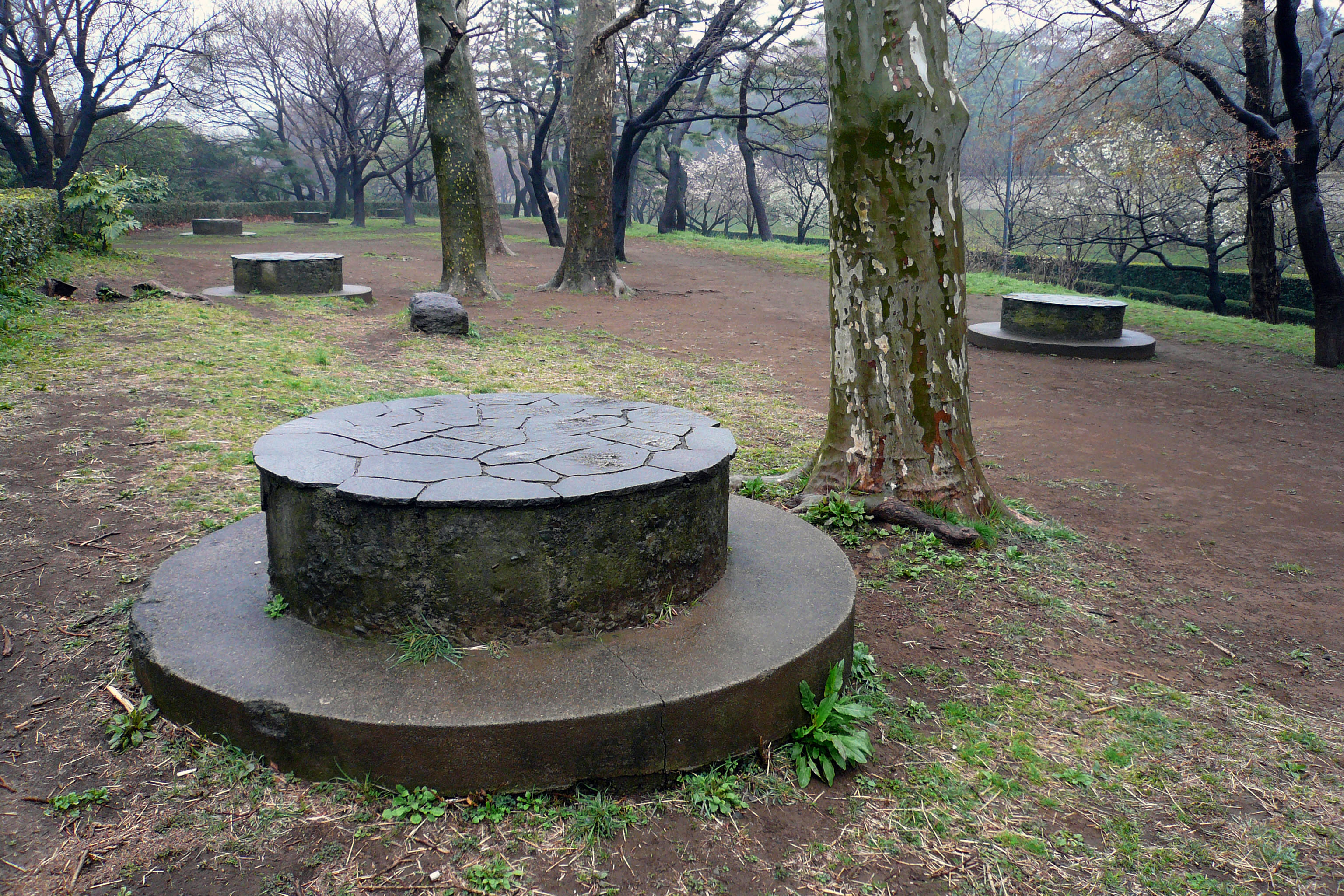
Restes d'un support pour missiles antiaériens b29 au sein du parc Kitanomaru.
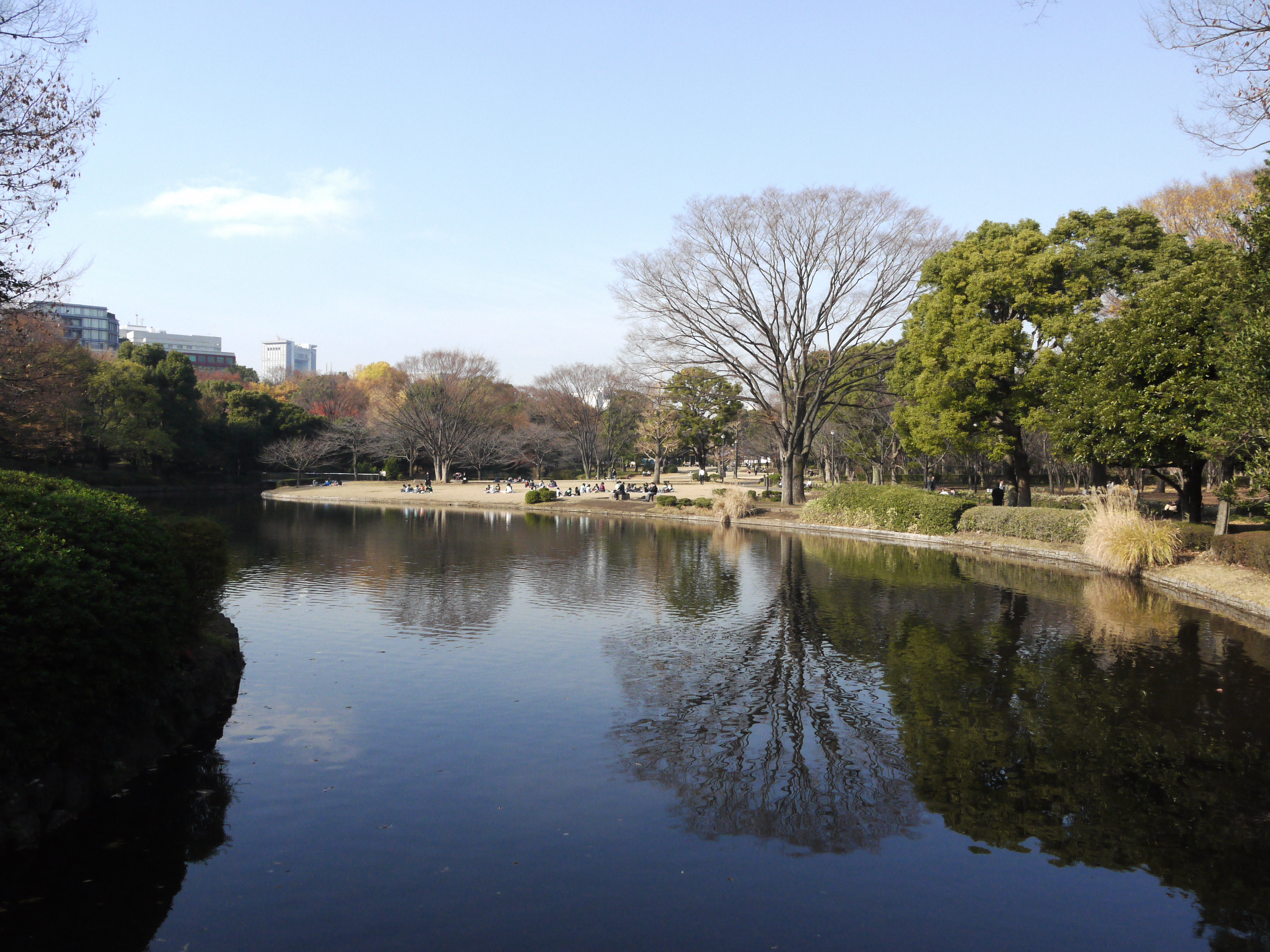
Autour du lac central (2010).
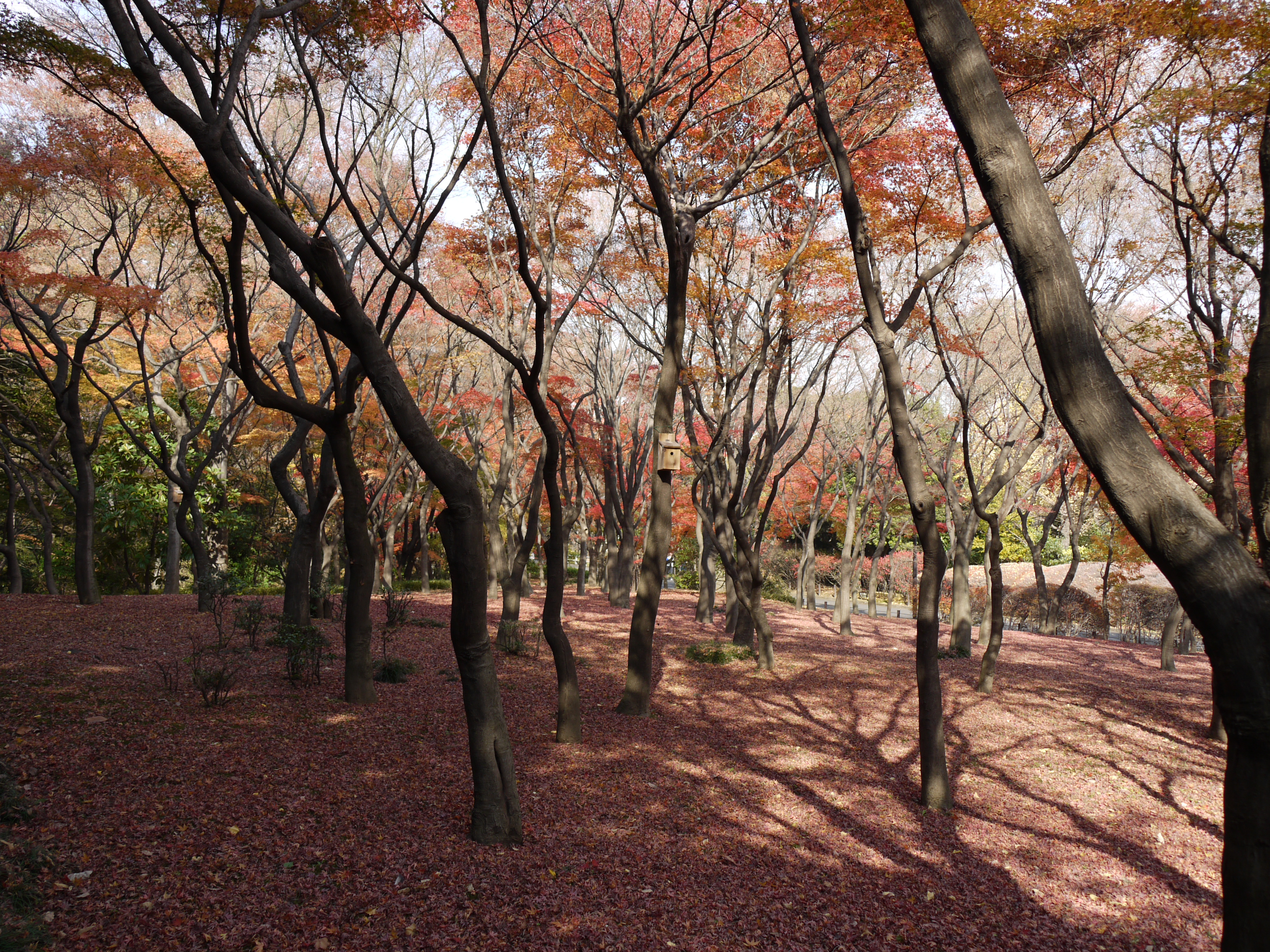
Parc Kitanomaru aux couleurs de l'automne (2010).

### Histoire
À l'origine, lorsque Ōta Dōkan bâtit le château d'Edo, l'endroit correspondait à l'ancien emplacement du sanctuaire Tsukudo (anciennement Tayasu Myōjin) qui était le dieu protecteur de la région du Kantō. Puis, lorsque Tokugawa Ieyasu accéda au pouvoir, l'endroit devint la résidence du gouverneur du Kantō, Naitō Kiyonari, et fut dès lors connu comme constituant les quartiers du gouverneur.
Puis après être devenu la résidence de Tokugawa Tadanaga et de Tokugawa Tsunashige, le lieu fut reconverti en refuge anti-feu après le Grand incendie de Meireki. Après la prise de fonction du 8e shogun Tokugawa Yoshimune, le terrain accueillit en 1731 la résidence principale de la branche Tayasu (membre du Gosankyō du clan Tokugawa) et en 1759, celle de la branche Shimizu. Il y avait également des espaces dédiés notamment aux entrepôts, aux jardins et étangs, ainsi qu'à la course de cheval.
Après la restauration, le gouvernement de Meiji y installa une garnison de la garde impériale du Japon (de nos jours les locaux rénovés sont occupés par le musée national d'Art moderne de Tokyo).
Après la Seconde Guerre mondiale, en 1946, il fut décidé selon l'urbanisme spécial de Tokyo l'aménagement du parc en tant qu'espace vert des alentours du palais impérial. Ainsi, de nombreux bâtiments dont ceux de la garde impériale furent démolis. En 1957, l'urbanisation du parc fut décidée avec les jardins impériaux et le parc de Hibiya dans le cadre de « l'urbanisation des parcs de Tokyo : Parcs centraux no 5, no 8 et no 23 ». En 1963, le ministère de la Construction commença les aménagements du parc Kitanomaru en parc forestier, qui ouvrit en 1969 à l'occasion du 60e anniversaire de l'empereur Hirohito et devint ouvert au public. Puis, l'administration du parc passa au ministère de la Santé et du Bien-être et de nos jours, c'est un parc public administré par le ministère de l'environnement. Cependant, l'aménagement d'un bâtiment dans le parc nécessite l'aval du Conseil des ministres.
Le 2 décembre 2014, un abri Stevenson, situé dans le bâtiment de l'Agence météorologique du Japon, a été déplacé dans ce parc.

## Quartier Kitanomaru

### Géographie

#### Cours d'eau et ponts
- Pont Takebashi
- Pente de Kiinokuni

### Histoire
Le quartier était appelé « quartier du gouverneur », mais en 1967, le système d'adressage japonais fut mis en place et le quartier pris comme nom officiel : « parc Kitanomaru, arrondissement de Chiyoda ». L'appellation de quartier du gouverneur demeure dans le nom de la sortie d'autoroute métropolitaine.

### Zone
L'appellation « parc Kitanomaru » du quartier de l'arrondissement de Chiyoda, en plus du parc homonyme, désigne également le parc Chidorigafuchi, situé du côté ouest et qui possède un quai pour canots (l'emplacement du cimetière des anciens combattants de Chidorigafuchi se trouve à Sanbanchō). Concernant l'adressage, les numéros de blocs vont de 1 à 6, parmi ceux ci le numéro 4 correspond aux forces motorisées no 1 du département de la police métropolitaine, le numéro 5 aux logements du quartier du gouverneur de l'Agence de la maison impériale et le numéro 6 aux logements de la police du palais impérial. D'après les chiffres du registre des habitants de Chiyoda (datant du 1er janvier 2009), le nombre de foyers au Parc de Kitanomaru serait de 302, pour une population de 589 personnes.
Organismes

- Département de la police métropolitaine n°1 Forces motorisées
- Logements de la police impériale à Kitanomaru
- Archives nationales du Japon
- Abri stevenson de l'Agence météorologique du Japon

### Tourisme
Endroits célèbres, vestiges

- Musée des sciences
- Musée d'art moderne de Tokyo
- Nippon Budōkan
- Statue en cuivre de Shigeru Yoshida[1]

## Accès
Le parc Kitanomaru est accessible depuis les stations de métro de Takebashi et Kudanshita.